# Melekeok
Melekeok Palau egyik állama. Ugyanakkor Melekeok államnak Melekeok nevű települése is van.

## Földrajz
Melekeok Palau legnagyobb szigetének, Babeldaobnak a keleti partján helyezkedik el. Palau fővárosa, Ngerulmud is ebben az államban van.

## Közigazgatás
Melekeok nyolc településből áll: Ngeburch, Ngeruling, Ngermelech, Melekeok, Ngerubesang, Ngeremecheluch, Ertong, Ngerulmud. 2005-ben összesen 391 lakosa volt.
Az állam fővárosa Ngerulmud.